# Fittkauimyia nipponica
Fittkauimyia nipponica är en tvåvingeart som beskrevs av Ueno, Takamura och Nakagawa 2005. Fittkauimyia nipponica ingår i släktet Fittkauimyia och familjen fjädermyggor. Inga underarter finns listade i Catalogue of Life.